# Strázsa-hegyi-barlang
A Strázsa-hegyi-barlang Magyarország fokozottan védett barlangjai közül az egyik. A Duna–Ipoly Nemzeti Park területén lévő Pilis hegységben található. Régészeti és őslénytani leletek kerültek elő belőle.

## Leírás
A Pilis hegységben, a Nagy-Strázsa-hegy (Strázsa-hegy) DNy-i oldalán, az Esztergom-Kertváros nevű városrészben, hegyoldalban, erdőben, könnyen megközelíthető helyen található. A Sátorkőpusztai-barlangtól kb. 40 m-re, 285 m tengerszint feletti magasságban, sziklafal tövében nyílik. Természetes módon tárult fel a könnyen megközelíthető és messziről is észrevehető, DNy-ra néző bejárata, amelyet Tündérkapunak és Angyalszájnak is hívnak. Hévizes eredetű barlangoknál ritka, hogy természetes módon tárul fel a bejáratuk. A nagy bejárat kb. 7–9 m magas és 7 m széles, természetes jellegű, háromszög alakú, vízszintes tengelyirányú.
Száraz, romos, pusztuló állapotúnak látszó barlang. Egy nagy, látványos bejárati teremből áll, amelynek kb. 200 m² az alapterülete és amelyben korróziós formák figyelhetők meg. Nagy nyílásokkal nyílik a felszínre. A csarnok teteje három részen és oldala is megnyílt. Felső triász dachsteini mészkőben keletkezett. Egy része szabadon látogatható és ennek a résznek a bejárásához nem kell lámpa. Lezárt részei a Duna–Ipoly Nemzeti Park Igazgatóság engedélyével látogathatók.
Az esztergomi Sátorkőpuszta erről a barlangról lett elnevezve. Kitöltésében cseréptöredékeket és tűzhelynyomokat, valamint 42 fajból álló gerinces faunát találtak. Ez a szám azonban nem pontos, mert a madárcsontoknak csak kis része lett meghatározva.
1964-ben volt először Strázsa-hegyi-barlangnak nevezve a barlang az irodalmában (Schőnviszky 1964). Előfordul a barlang az irodalmában „második Sátorkői barlang” (Takácsné 2003), Második Sátorkőpusztai barlang (Bertalan 1976), Második Sátorkő-pusztai-barlang (Kraus 2002), Strázsa-barlang (Kadić 1922–1925, Véghelyi 1922–1925), Strázsahegyi-barlang (Barátosi 1959), Strázsahegyi barlang (Bekey 1931) és Sztrázsa-barlang (Kadić 1952) neveken is.

## Kutatástörténet
Az 1908-ban kiadott, Esztergom vármegyét ismertető könyv szerint Esztergom vármegyében barlanglakók nyomait nem találták meg, mert nincsenek olyan barlangok, melyekben arra utaló nyomok lennének, hogy bennük régen ősemberek laktak. Erre a vidékre már fejlettebb igényekkel jöttek az első letelepedők, akik állatcsontokból, szarvasagancsból készített szerszámaik mellett már kőszerszámokat is használtak. Ezért nem voltak rászorulva arra, hogy barlangokban, vagy földbe vájt üregekben lakjanak, hanem készíthettek sátrakat, valamint kunyhókat. Azokat a barlangokat, vagy földbe vájt üregeket, amelyekből erdőkben, vagy félreeső, nehezen hozzáférhető vidékeken most is sok van és emberi kultúra nyomai vannak bennük, nem lehettek ősemberek lakhelyei. Azok főleg a tatárjárás és törökpusztítás idejéből való búvólyukak voltak, mert nem vezethetők vissza az ősidőkre az azokban talált tárgyak.
1920 nyarán és 1921 nyarán Véghelyi Lajos régészeti és őslénytani próbaásatást végzett a barlangban. Ebben a két évben készítette el alaprajzi barlangtérképét és hossz-szelvény barlangtérképét, amelyek 1:133 méretarányban lettek rajzolva. Az alaprajzi barlangtérképen jelölve van az É-i irány, a felszínre nyíló kürtők vetülete, a próbagödör területe és a rendszeres ásatás területe is. A hossz-szelvény barlangtérkép főtengely mentén ábrázolja a barlangot. Az 1921-ben történt próbaásatás a legtöbb eredménnyel kecsegtető helyen, a barlang hátsó részében volt. Itt világos okkersárga színű, laza anyagot termelt ki, amely leginkább kvarchomokból, befújt porból és a mennyezetről lehulló, finom mészlisztből állt. Ez az üledék nem teljesen helyben keletkezett és leginkább azzal az üledékféleséggel hasonlítható össze, melyet Kormos Tivadar jelenkori lösznek nevez.
Mivel a próbaásatás bizonyította, hogy a terület alkalmas ásatásra, 1922 nyarán sor került a módszeres ásatásra, amelyet Kadić Ottokárral és Tasnádi Kubacska Andrással közösen végzett Véghelyi Lajos, és amely hosszabb kihagyásokkal májustól augusztusig tartott. A rendszeres ásatás az Előcsarnokban történt, és bár néhány helyen 2,5 m mélyre jutottak le, a feneket egyetlen helyen sem érték el. Az innen kiásott kb. 30 m³ anyag gödre ék alakú. A gödör egyik fala olyan irányú mint a barlang főtengelyének iránya, és 7 jól elkülönült rétegét sikerült megkülönböztetni a kitöltésnek e szelvény mentén. A rétegcsoport legfelső tagja fekete, mészkőtörmelékkel keveredett erdei humusz, amelynek vastagsága a főtengely irányában 0,75–1 m között változik. Erre merőlegesen, a fal felé kivékonyodik, jól mutatva a bemosás irányát és anyagának eredetét.

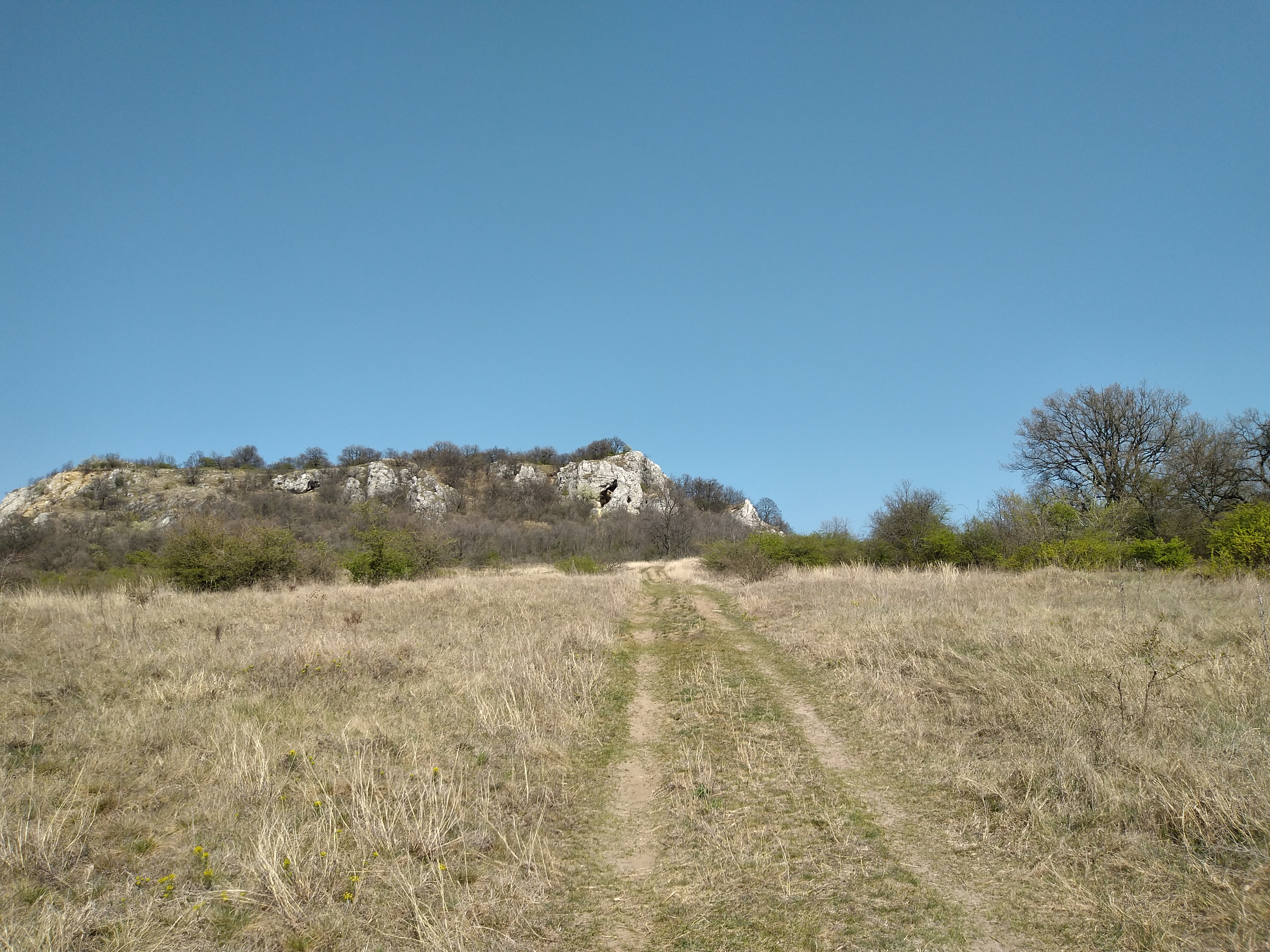
A Strázsa-hegyi-barlang DNy-ra néző, messziről is jól látható főbejárata

Több mázsás teljesen humuszba ágyazott sziklatömbök kerültek elő ebből a rétegből ásatás közben, melyek tehát már a holocénben estek le, amelyből az állapítható meg, hogy a pleisztocén végén még sokkal kisebbek voltak a kürtők. A humusz ekkor maradványokban leggazdagabb rétege volt a kitöltésnek. Közvetlenül a humusz alatt 0,43 m vastag homokréteg következik, mely finom, egyenletes szemekből áll és hasonlít a folyók parti homokjához. Színe leginkább szürke. A bejárattól kb. 2 m-re kezdődik és a főtengely mentén befelé vastagodva, kis íveléssel a felszín emelkedését követi. A homokréteg biztos, hogy nem helyben jött létre, hanem víz mosta be, vagy anemogén. A homokréteg alatt 0,55 m vastag, mésztufás agyag helyezkedik el, a barlang belseje felé vastagodó rétegben. A barlang boltozatáról származik anyaga. Fejtéskor ez a réteg fekvő rétegeivel együtt, még a legszárazabb időjáráskor is, mindig nyirkos volt.
A kitöltés következő rétegét sárga mészkőtörmelékes agyag alkotja. Az a sárga agyag ez, mely majdnem minden hazai barlangban megtalálható és már a pleisztocén végét jelzi. Ez alatt a réteg alatt tisztán, vagy más anyagokkal keveredve különböző vastagságú rétegekben agyagok fordulnak elő. Közülük különösen a legfelső, a kb. középső pleisztocén, homokkőtörmelékes agyag jelentős. A rétegben előforduló törmelék finomszemű, tarkán csíkozott homokkő, mely helyenként még ma is szálban figyelhető meg a dachsteini mészkő fedő rétegei között. A hegytető barlang feletti részéről a denudáció már teljesen elmosta. Ez eddig a legrégibb adat arra nézve, hogy a barlang boltozatán már a pleisztocénben is voltak olyan nyílások, melyek alkalmasak voltak arra, hogy a hegytetőn képződött törmelék rajtuk keresztül a barlangba kerüljön. A feltárás legalsó részén két, kis vastagságú és finomszemű agyagréteg helyezkedik el. Mindkettő törmelékmentes, friss állapotban plasztikus és egymástól csak különböző színük miatt különböztethetők meg. Emiatt sárga és zöldesszürke plasztikus agyagként vannak megkülönböztetve.

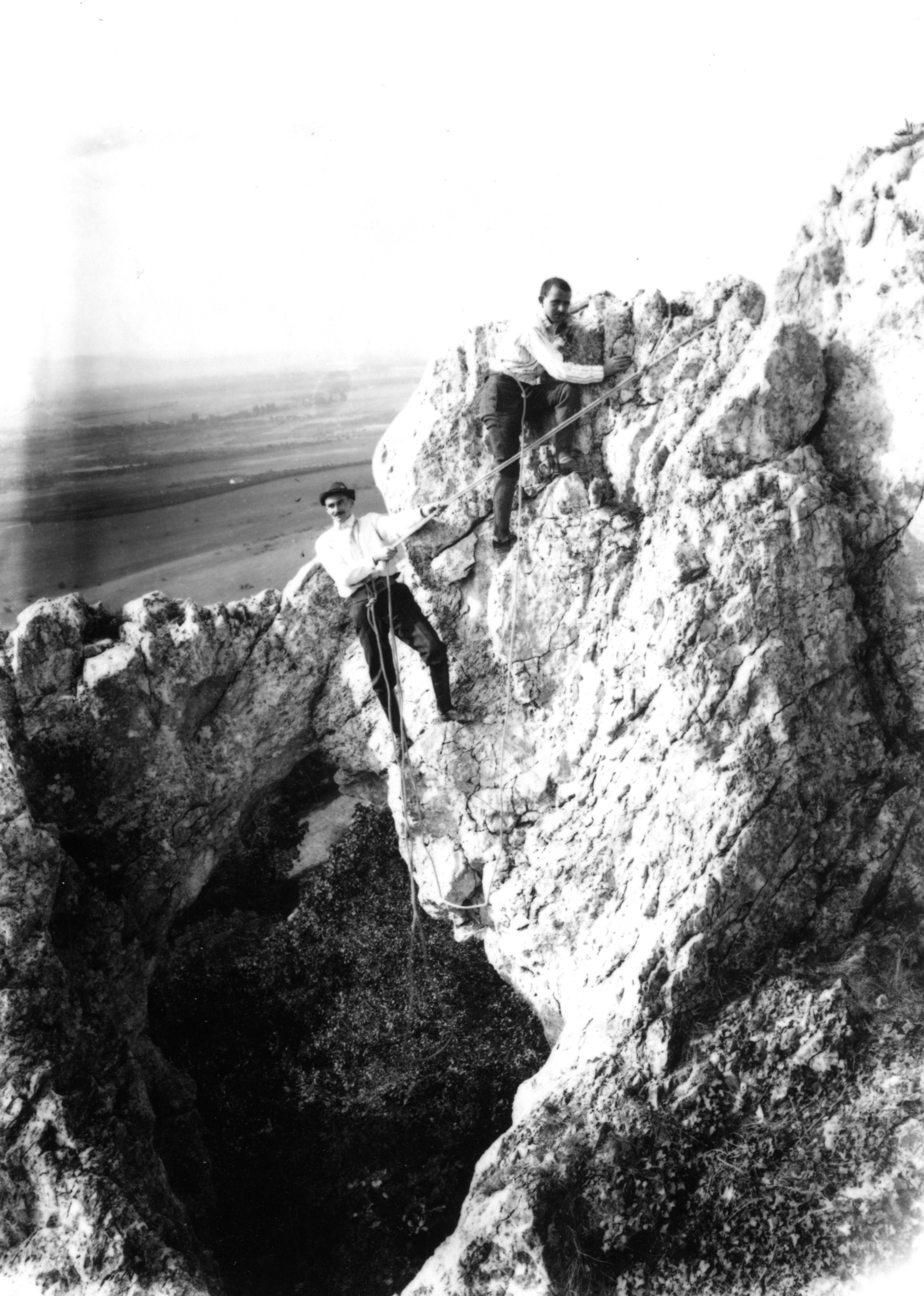
A Strázsa-hegyi-barlang felső bejárata Patatics Vilmos fényképén

Ezekben a rétegsorokban csak kettőből sikerült állati maradványokat gyűjtenie Véghelyi Lajosnak, mégpedig a legfelső humuszrétegből, mely a barlangkitöltés rétegei között a legnagyobb vastagságú és a legelterjedtebb, valamint a közvetlenül alatta elhelyezkedő szürke homokrétegből. Sajátságos a viszonylag fiatalkorú két réteg egymástól éles határral elkülönülése, amelyet még élesebbé tesz a két réteg különböző faunája. A humusz lerakódásának kezdete legfeljebb az újkőkorszakig nyúlik vissza és képződése még napjainkban is tart. A barlangot valószínűleg gyakran felkereste az ősember, melyet a humuszrétegből gyakran előkerülő, nagyon rossz állapotú cseréptöredékek és kisebb-nagyobb tűzhelynyomok bizonyítanak. Kormeghatározásra alkalmas eszközmaradványok, vagy fegyvermaradványok azonban hiányoznak. Az előkerült állatmaradványok nagyon gazdag faunáról tanúskodnak.
Helyenként a talaj felszínén ismeretlen fajú ragadozó madaraktól származó szőrgomolyok fordulnak elő, melyekből a következő gerinces maradványok kerültek elő: közönséges vakond, erdei cickány, kárpáti cickány, erdei egér, mezei pocok, Arvicola Scherman, mezei veréb és széncinege. Ennek a sorozatnak következő elődje a humuszrétegből előkerült fauna, amely a következő fajokból áll: barna hosszúfülű-denevér, közönséges késeidenevér, rőt koraidenevér, közönséges vakond, erdei cickány, közönséges vízicickány, kárpáti cickány, sün, amely valószínűleg keleti sün, Alopex vulpes, hermelin, menyét, közönséges görény, európai vadmacska, mezei nyúl, nagy pele, kerti pele, Heliomys cricetus, Evotomys glareolus, csalitjáró pocok, mezei pocok, Microtus ratticeps, Arvicola Scherman, erdei egér, törpeegér, güzüegér, Spalax hungaricus, közönséges ürge, európai mókus, vaddisznó, muflon, szarvasmarha, egy Turdus faj, vetési varjú, kék galamb, egy Phasianus faj, Tinnunculus tinnunculus, egy Anas faj, zöld gyík, Rana agilis, barna varangy, barna ásóbéka, Buliminus detritus és pontosan nem meghatározható kígyó- és halmaradványok.
42 fajból áll a leletegyüttes. A barlang felásott területéhez viszonyítva a barlangból előkerült fajok száma sok, de a madármaradványoknak csak nagyon kis része lett meghatározva és a meghatározatlan anyagból sok, ebben a barlangban ismeretlen faj előkerülése várható. Őslénytani szempontból nem fontos ez a sorozat. Azért foglalkozott a barlang kitöltésének vizsgálatával Véghelyi Lajos, mert a barlangi üledékben talált legtöbb fajt a környék recens faunájából ismerte és valószínűnek tartotta, hogy később ismeretlen fajokat is talál a barlang kitöltésében. A barlang holocén faunájában pusztai elemek és erdei elemek fordulnak elő. Ez a jelenség a környék változatos térszíni viszonyai miatt természetes jelenség. Csak néhány faj kizárólagos lakója egyik vagy másik faunaterületnek, míg az átmeneti jellegű területeken élő többség mindkét helyen előfordulhat. Lehet, hogy a Strázsa-hegyi-barlangban talált fajok a recens faunában előfordulnak és ezért van összefüggés a recens és a szubfosszilis fauna között.

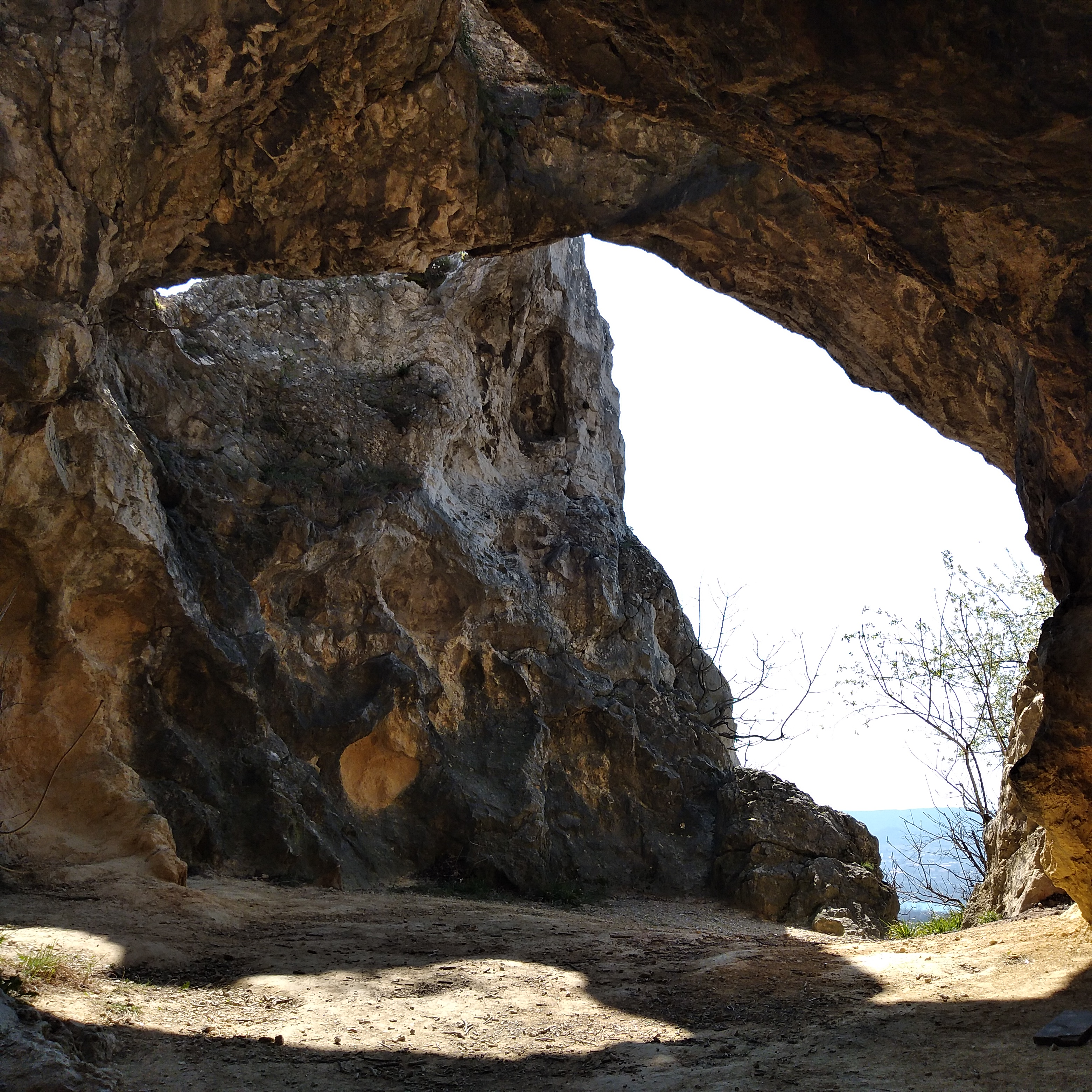
A Strázsa-hegyi-barlang bejárati része belülről fényképezve

A barlang állati maradványokat tartalmazó másik rétege a humusz alatt közvetlenül fekvő szürke finom homok, amely a legfiatalabb pleisztocént képviseli. Az ebből kikerült maradványok között jellemző posztglaciális elemek is szerepelnek, de nagyon kis számban, amit a réteg hiányos feltárásának kell tulajdonítani. Ebből a rétegből közönséges vakond, Heliomys cricetus, Cricetulus phaeus, mezei pocok, Lepus faj és kisfülű pocoknyúl lettek kimutatva. Természetesen a pleisztocén anyag jelenleg még megközelítő képet sem adhat a barlang faunájáról, mert az ásatás kezdeti állapotban van.
A Barlangkutató Szakosztály 1923. február 24-i szakülésén Véghelyi Lajos a barlangot és a barlang kutatásának eredményeit bemutató előadást tartott, amelynek kivonata a Barlangkutatás 1922–1925. évi évfolyamában jelent meg. Az előadás szerint 1913-tól ismerte a Strázsa-barlangot, amelynek azért van nevében a barlang szó, mert kialakulása a barlang sziklaüregtípusnak felel meg. Az Öreg-Strázsa-hegy DK-i részén van és nagyon karsztosodott sziklacsoportban fekszik a barlang. Ebben a sziklacsoportban van még két üreg, a Strázsa-hegyi kőfülke és a Strázsa-hegyi rókalyuk. A három üreg közül a Strázsa-hegyi-barlang a legnagyobb, amely 290 m tszf. magasságban helyezkedik el és Dorog felé néz. Bejárata szabálytalan négyszög alakú, 7 m széles és 5 m magas. Hosszúkás, zsákszerű, 18 m hosszú és 9 m legnagyobb szélességű üreg, amelynek egyenes vonalú főtengelye 2ʰ 6° csapású. Nem képez egységes üreget, mert a falak elhelyezkedése és a mennyezetről leszakadt sziklatömbök miatt a hátsó harmadában elszűkül és két részre osztódik. Ezt az elkülönülést felhasználva Véghelyi Lajos az elülső tágasabb részt Előcsarnoknak, a hátsó szűkebb részt Teremnek nevezte el.
Az Előcsarnok átlag 10 m hosszú, 7–8 m széles és tág, amelynek falai felfelé kupolaszerűen boltozottak. Ezt a boltozatot négy hatalmas kürtő töri át, melyeket római számokkal jelölt. A negyedik kürtő a legnagyobb, amelyből DK felé, oldalra ki lehet menni a tetőre. A barlang belső része, a Terem kisebb, befelé alacsonyodik és valószínűleg sokkal nagyobb lesz a feltárás után. A kürtők létrejötte a barlangkitöltés keletkezésével van összefüggésben és ezért az ásatás tapasztalataiból következtetni lehet a kürtők keletkezési idejére is. A Terem mennyezete sokkal vastagabb, mint az Előcsarnok mennyezete. A Teremnek összefüggő a boltozata, bár a korrózió itt is sok helyen nagyon szabályos, félgömb alakú kupolát vájt a dachsteini mészkőbe. A barlang egymást keresztező repedések metszési pontjain kialakult korróziós üreg, amely az instabil részek leszakadása miatt mindig bővült.

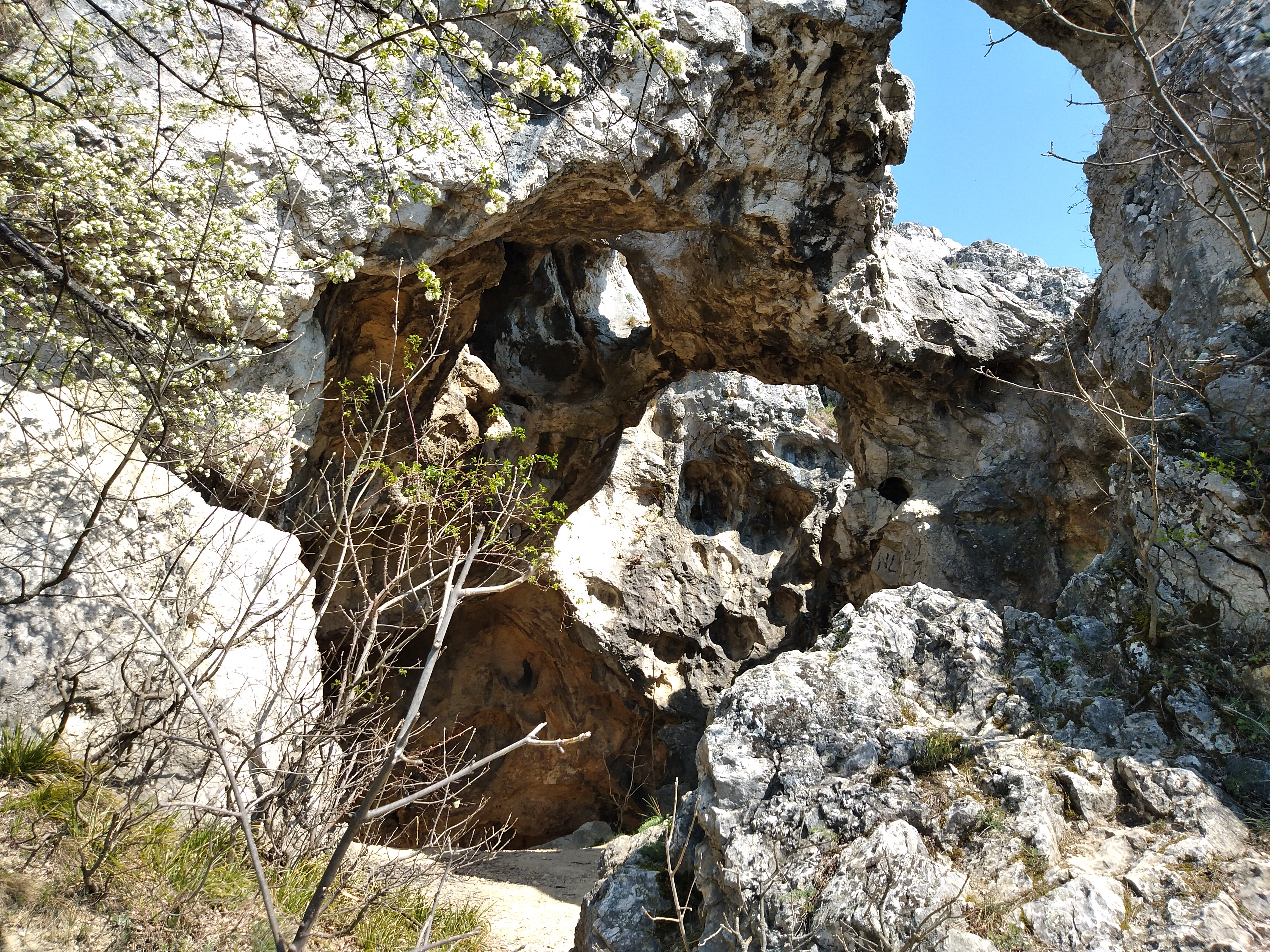
A Strázsa-hegyi-barlang bejárati része

A barlang jóval a környék erózióbázisa felett van és mint szárazzá vált barlang, állandóan bővülő kürtőivel, már az előrehaladott pusztulás jeleit mutatja. Fenekét általában vastagon, mindenhol kitöltés fedi, amely részben helyben alakult ki, részben nagy záporokkor a tetőről mosódott be. A bemosás miatt a kitöltés teljes felszíne, az oldalsó kijárattól, ahonnan a bemosás történt, részben a bejárat, részben a barlang hátsó részei felé nagyon meredeken lejt, és legmélyebb, valamint legmagasabb pontjai között a 7,5 m-t eléri a szintkülönbség. A csapadékvíz jelenleg fekete erdei humuszt és mészkőtörmeléket mos be. A bemosott hordalék mindig nehézzé teszi a barlangkitöltés vizsgálatát, mert a rétegek fosszíliatartalmának korhatározó értékét bizonytalanná teszi, de ennél a barlangnál ezt nem kell figyelembe venni, mivel a külső vízgyűjtőterület kicsi.
A kitöltés nagy egyenetlensége technikai nehézségeket is támasztott, mert a kiásott anyag eltávolítását a barlang hátsó részéből nagyon megnehezítette. Ez a fő oka annak, hogy Véghelyi Lajos nem a figyelemreméltóbb eredményt ígérő hátsó részben kezdte az ásatást. Az Előcsarnokban kezdett el ásni, hogy az ásatás folytatása esetén utat készítsen a hátsó részbe. Eredményesebb részének tartja faunisztikai ismertetésének, hogy a legfiatalabb rétegből, a humuszból előkerült holocén faunát a nagyrészt lefejtett humuszra tekintettel lezárhatta. A kiegészítendő pleisztocén alakokat csak az ásatás későbbi szakaszában lehet pontosan megismerni. Bekerült a publikációba a két barlangtérkép és egy rajz a barlangkitöltés főtengely mentén metszett szelvényéről, amely 1:75 méretarányban készült.

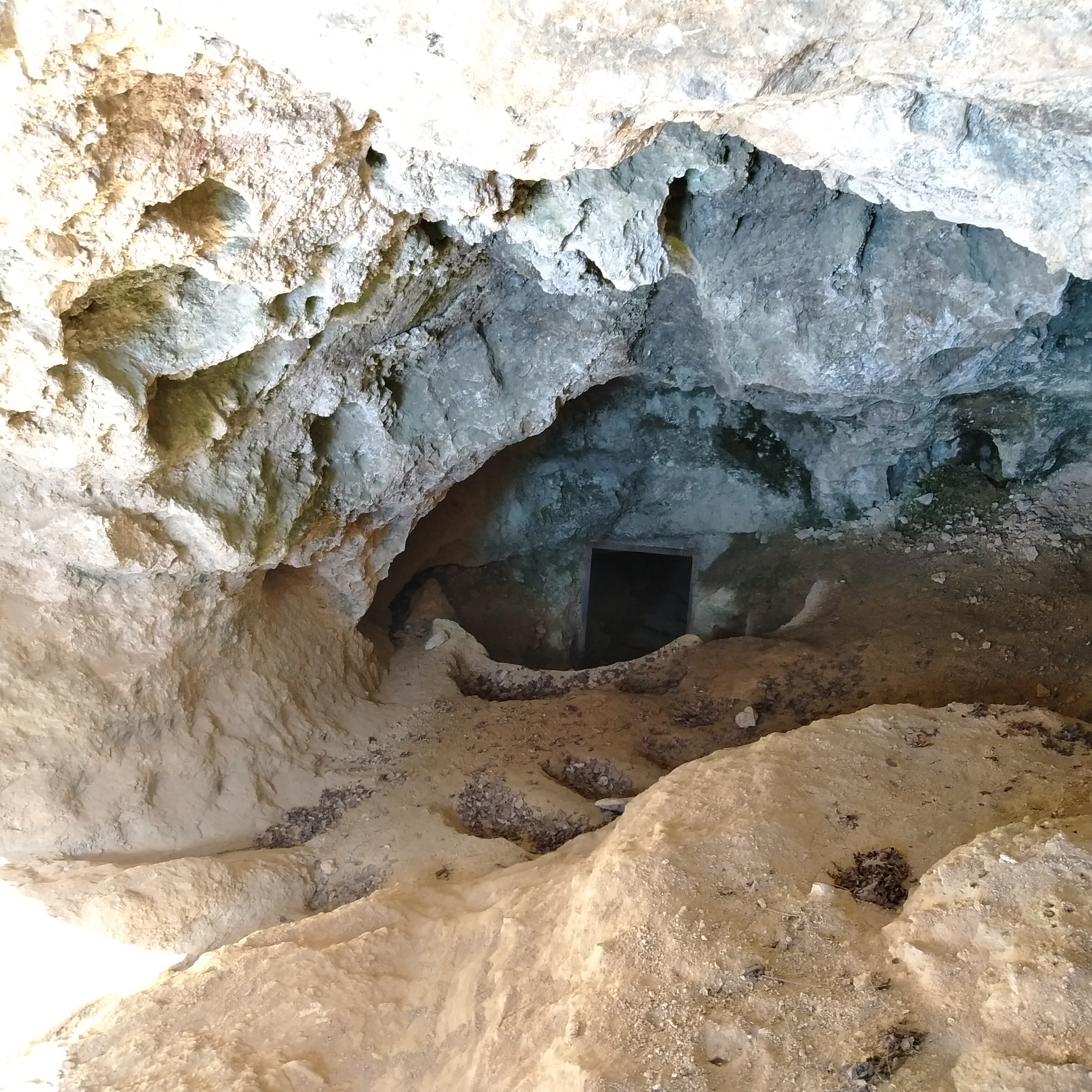
A Strázsa-hegyi-barlangban lévő lezárás környéke

Az 1926. évi Esztergom Évlapjaiban megjelent tanulmányban szó van arról, hogy zoológiailag kielégítő volt, de ősrégészetileg nem járt eredménnyel az 1922 óta folytatott ásatás a Strázsa-hegy nagy barlangjában. Az ásatást Véghelyi Lajos végezte Kadić Ottokár és Tasnádi Kubacska András közreműködésével. Ennek a kutatásnak az ismertetése az Esztergom Évlapjai 1925. évi évfolyamában, részletesebben pedig egy másik szaklapban jelent meg. Az 1926. évi Barlangvilágban meg van említve, hogy 1921-ben Véghelyi Lajos elhatározta, hogy felássa az Esztergomban található, mikrofaunában gazdag Strázsa-barlangot.
Az 1931-ben napvilágot látott, Természetvédelem és a természeti emlékek című könyv szerint a Strázsa-barlang Esztergomtól 4,5 km-re, az Esztergom és Dorog közötti út mellett helyezkedik el. Eddig nagyon kevés posztglaciális maradványt fedeztek fel be nem fejezett ásatásakor. A Turisták Lapja 1931. évi évfolyamában lévő, Bekey Imre Gábor tanulmányban az van publikálva, hogy a Csévi-barlang ásatása után a Pilis hegység többi barlangjában az ősember utáni kutatás már nem tűnt észszerűnek, mert például a Strázsa-hegyi-barlang többnyílású, víznyelőktől áttört, részben összeomlott barlang. Nem lehetett az ősember lakóhelye, de turista mászóiskolának megfelelő.
Az 1932-ben kiadott, Az Aggteleki cseppkőbarlang és környéke című könyvben, a Pilis hegység és a Visegrádi-hegység barlangjairól szóló részben az olvasható, hogy a barlang az Esztergom-tábor felett emelkedő Strázsa-hegyen nyílik. Ásatásakor kevés ősállatmaradvány került elő. Az ismertetés két publikáció alapján íródott. Az 1932-ben napvilágot látott, Természetvédelem és a természeti emlékek című könyvben meg van ismételve a könyv 1931. évi kiadásának Strázsa-hegyi-barlangot tárgyaló része. Az 1935. évi Erdészeti Lapokban az van írva, hogy az Esztergom közelében található és nagyon érdekes sziklaalakzatokban gazdag Strázsa-hegy karsztosodott sziklacsoportjában Véghelyi Lajos három üreget fedezett fel. Ezek közül az egyiket elnevezte Strázsa-barlangnak. A barlang négyszög alakú bejárata 7 m széles és 5 m magas. A barlang 18 m hosszú és legnagyobb szélessége 9 m. A barlangban végzett ásatások során nem kerültek elő emberi eszközök. Őslénytani szempontból nem figyelemreméltók a benne talált állatmaradványok.
A Turisták Lapja 1937. évi évfolyamában publikált tanulmány szerint pusztulás képét mutatja a 7 m széles és kb. 7–9 m magas bejáratú barlang. A szenilis barlang több hatalmas, beszakadt kürtővel nyílik a szabadba. É-i végén törmelékkel eltömött, lejtős odúval végződik. Az addigi ásatások során csak recens csontok kerültek elő és az 1936. évi Kormos Tivadar-féle további próbaásatás is eredménytelen volt. Az 1941. évi Barlangvilágban meg van említve, hogy Véghelyi Lajos nagyon alaposan ásatta ki a barlangot és az ott elért eredmények feldolgozása alapul szolgált doktori értekezéséhez.

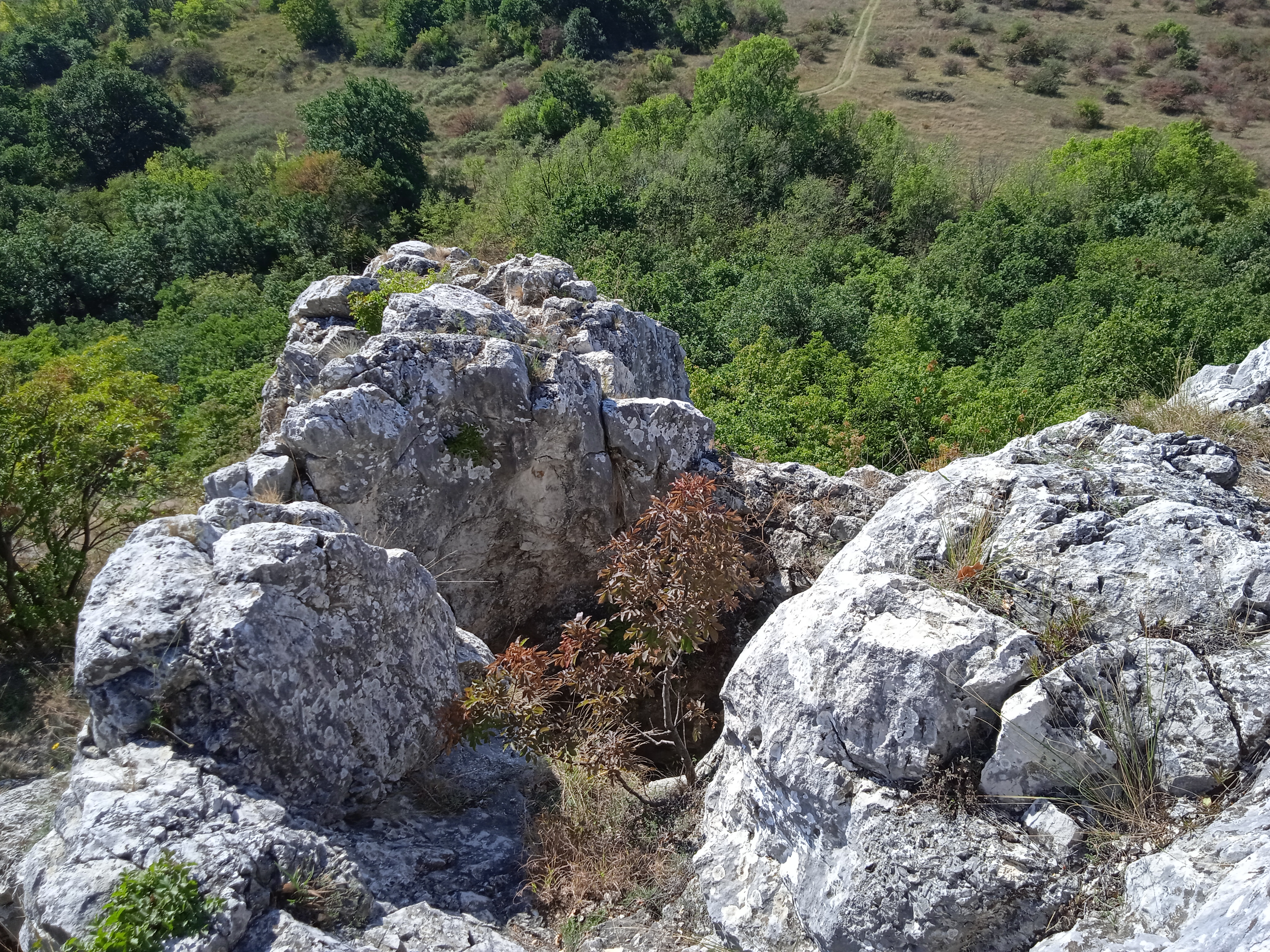
A Strázsa-hegyi-barlang egyik ablaka

Az 1959. évi Karszt- és Barlangkutatási Tájékoztatóban az van írva, hogy a Szopláki-ördöglyukhoz közeli strázsa-hegyi romosodott barlang sziklaívei bizonyítják, hogy a felszínből bordaszerűen kiálló sziklaívek, például a Vaskapu sziklaívei egykori barlangok maradványai. 1959-től a Kadić Ottokár Barlangkutató Csoport tagjai Benedek Endre vezetésével kezdték el kutatni, hogy újabb járatokat fedezzenek fel benne. Egy csillepályát építettek a barlanghoz, hogy hatékonyabb legyen munkájuk. 1962 augusztusában kb. 50 m hosszú járatrészt sikerült találniuk, amely 7 kis méretű teremből állt. A többéves munka eredményeként mintegy 80 m-rel növelték hosszát. Az általuk feltárt részek gömbfülkékkel tagolt boltozatúak.
Mivel az 1960-as évek közepétől gyakran feltörték a barlangrész bejáratát, a lezárt bejárat előterét eltorlaszolták a barlangkutatók, hogy megóvják a szakasz értékeit és megakadályozzák az illetéktelen behatolást. Ez a torlasz napjainkban is megvan, nem lett azóta megnyitva a csoport által felfedezett üregrendszer, és ezért valószínűleg megmaradtak sugaras-tűs aragonitkristály pamacsai, törékeny és görbülő gipszvirágai, sárgás gömböcskékből álló borsókövei, valamint csillogó és hófehér gipszkérgei. 1974. február 14-én a Magyar Karszt- és Barlangkutató Társulat küldöttközgyűlése Herman Ottó-éremmel tüntette ki Benedek Endrét többek között a Strázsa-hegyi-barlangban végzett feltáró munkájáért.

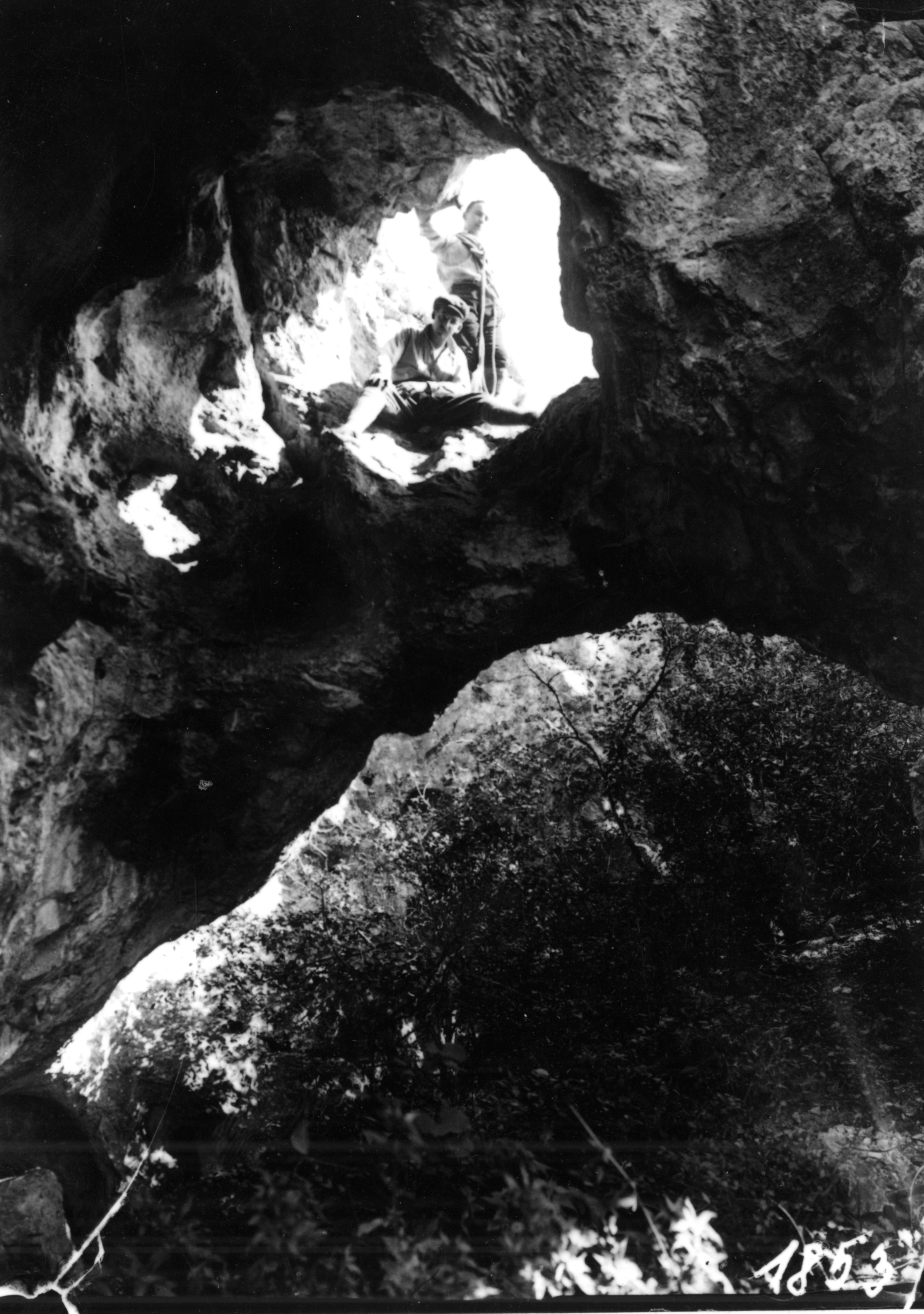
Bekey Imre Gábor fényképe, amely a Strázsa-hegyi-barlang egyik részét mutatja be

Az 1974-ben megjelent, Pilis útikalauz című könyvben, a Pilis hegység és a Visegrádi-hegység barlangjainak jegyzékében (19–20. old.) meg van említve, hogy a Pilis hegység és a Visegrádi-hegység barlangjai között van a Strázsa-barlang. A Pilis hegység barlangjait leíró rész szerint Esztergom és Dorog között emelkedik a Strázsa-hegy, amelynek Sátor-kő az ősi magyar neve. Régen azért kapta ezt a nevet, mert a hegy sziklás oldalában messziről látható barlang, azaz kősátor helyezkedik el.
Az 1976-ban befejezett, Magyarország barlangleltára című kéziratban az olvasható, hogy a Pilis hegységben, a Pilis-vonulatban, Esztergomban lévő Strázsahegyi barlang másik neve Második Sátorkőpusztai barlang. Az Esztergom és Dorog közötti út mellett, a Nagy-Strázsa-hegy DNy-i mészszirtjének oldalában, 290 m tengerszint feletti magasságban nyílik. Bejárata D–DNy felé irányul és látható az útról is. A szenilis barlang, amelynek több beszakadt kürtője van 18 m hosszú és 9 m széles az 1925. évi adatok szerint. A legújabb kutatások során kristályokkal borított nagyméretű járatok tárultak fel, de ezek hossza és fekvése nem lett publikálva. A kézirat barlangra vonatkozó része 5 irodalmi mű alapján lett írva.
1976-ban vált országos jelentőségű barlanggá a 4800-as (Pilis hegység) barlangkataszteri területen lévő, esztergomtábori Strázsahegyi-barlang. A Bertalan Károly és Schőnviszky László által összeállított, 1976-ban megjelent Magyar barlangtani bibliográfia barlangnévmutatójában meg van említve a Pilis hegységben lévő barlang Strázsa-hegyi-barlang néven. A barlangnévmutatóban fel van sorolva 6 irodalmi mű, amelyek foglalkoznak a barlanggal. Az 1976-ban összeállított, országos jelentőségű barlangok listájában lévő barlangnevek pontosítása után, 1977. május 30-án összeállított országos jelentőségű barlangok listáján rajta van a Pilis hegységben, Esztergomon található barlang Strázsa-hegyi-barlang néven.
Az 1980. évi Karszt és Barlang 1. félévi számában publikálva lett, hogy a kiemelt jelentőségű Strázsa-hegyi-barlang a 4800-as barlangkataszteri területen (Pilis hegység) helyezkedik el. A barlangnak 4851/2. a barlangkataszteri száma. Az MKBT Dokumentációs Bizottsága a helyszínen el fogja helyezni, a többi kiemelt jelentőségű barlanghoz hasonlóan, a barlang fémlapba ütött barlangkataszteri számát. A barlangkataszteri szám beütéséhez alapul szolgáló fémlap ugyanolyan lesz mint a többi kiemelt jelentőségű barlang fémlapja.
1982-ben a Dorogi József Attila Művelődési Központ Kadić Ottokár Barlangkutató Szakosztályának volt kutatási engedélye a barlang kutatásához. 1982. július 1-től az Országos Környezet- és Természetvédelmi Hivatal elnökének 1/1982. (III. 15.) OKTH számú rendelkezése (1. §. és 3. §., illetve 5. sz. melléklet) értelmében a Pilis hegységben lévő Strázsa-hegyi-barlang fokozottan védett barlang. Tájképi, genetikai, morfológiai és ásványtani értékei, valamint veszélyeztetettsége miatt lett fokozottan védett barlang. Az 1982. szeptember–októberi MKBT Műsorfüzetben meg van említve, hogy a Pilis hegységben található Strázsa-hegyi-barlang fokozottan védett barlang. A felsorolásban a barlangnevek az MKBT által jóváhagyott és használt helyesírás szerint, javított formában lettek közölve.

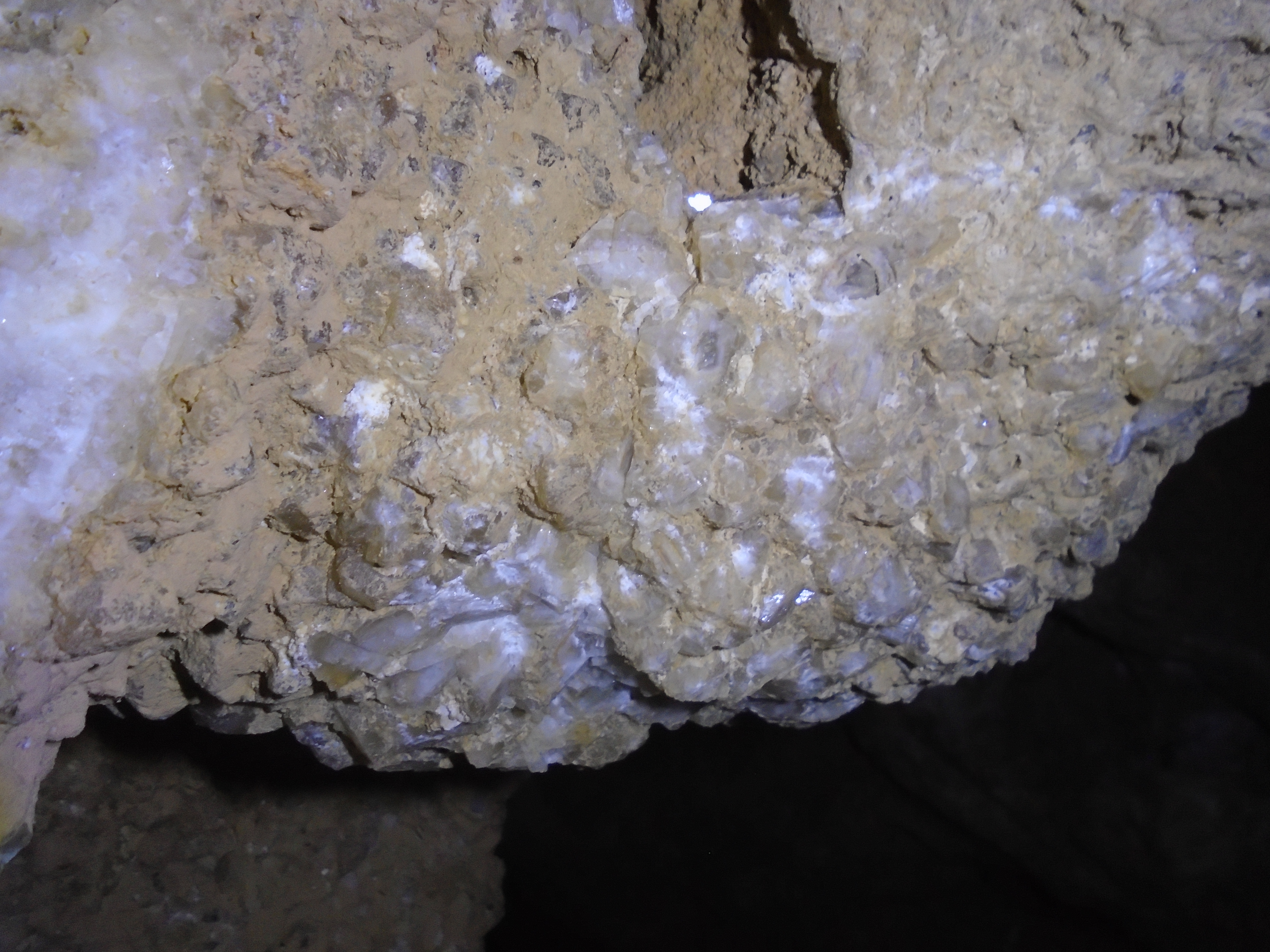
Képződmény a Strázsa-hegyi-barlang lezárt részében

Az 1984-ben kiadott, Magyarország barlangjai című könyv országos barlanglistájában szerepel a Pilis hegység barlangjai között a barlang Strázsa-hegyi-barlang néven Második Sátorkőpusztai barlang névváltozattal. A listához kapcsolódóan látható a Dunazug-hegység barlangjainak földrajzi elhelyezkedését bemutató 1:500 000-es méretarányú térképen a barlang földrajzi elhelyezkedése. A könyvben van egy rövid leírás, amely a barlangról szól. A leírásban az olvasható, hogy a Kadić Ottokár Barlangkutató Csoport 1962-ben már három éve dolgozott a kőfejtéskor megnyílt barlangban, amely a Sátorkőpusztai-barlangtól kb. 40 m-re nyílik. A Kárpát József által 1991-ben írt összeállításban meg van említve, hogy a Strázsa-hegyi-barlang (Esztergom) 80 m hosszú és 20 m mély. 1997. május 29-én Kraus Sándor rajzolt helyszínrajzot, amelyen a Kis-Strázsa-hegy, Középső-Strázsa-hegy és Nagy-Strázsa-hegy barlangjainak földrajzi elhelyezkedése van ábrázolva. A rajzon látható a Strázsa-hegyi névvel jelölt barlang földrajzi elhelyezkedése.
Kraus Sándor 1997. évi beszámolójában az olvasható, hogy 1997 előtt is ismert volt a fokozottan védett Strázsa-hegyi-barlang, amelynek 1997 előtt volt már térképe. Jelentős és veszélyeztetett barlang, amely további kutatást igényel. A jelentésbe bekerült az 1997-es helyszínrajz. 1998-ban elkészült a barlang alaprajz térképe, amelyet Szabó Zoltán szerkesztett. 2001. május 17-től a környezetvédelmi miniszter 13/2001. (V. 9.) KöM rendeletének értelmében a Pilis hegység területén lévő Strázsa-hegyi-barlang fokozottan védett barlang. Egyidejűleg a fokozottan védett barlangok körének megállapításáról szóló 1/1982. (III. 15.) OKTH rendelkezés hatályát veszti.
A 2003-ban megjelent, Magyarország fokozottan védett barlangjai című könyv szerint kb. 100 m hosszú, 35 m függőleges kiterjedésű, 10 m magas és 25 m mély. 2005. szeptember 1-től a környezetvédelmi és vízügyi miniszter 23/2005. (VIII. 31.) KvVM rendelete szerint a Pilis hegységben lévő Strázsa-hegyi-barlang fokozottan védett barlang.

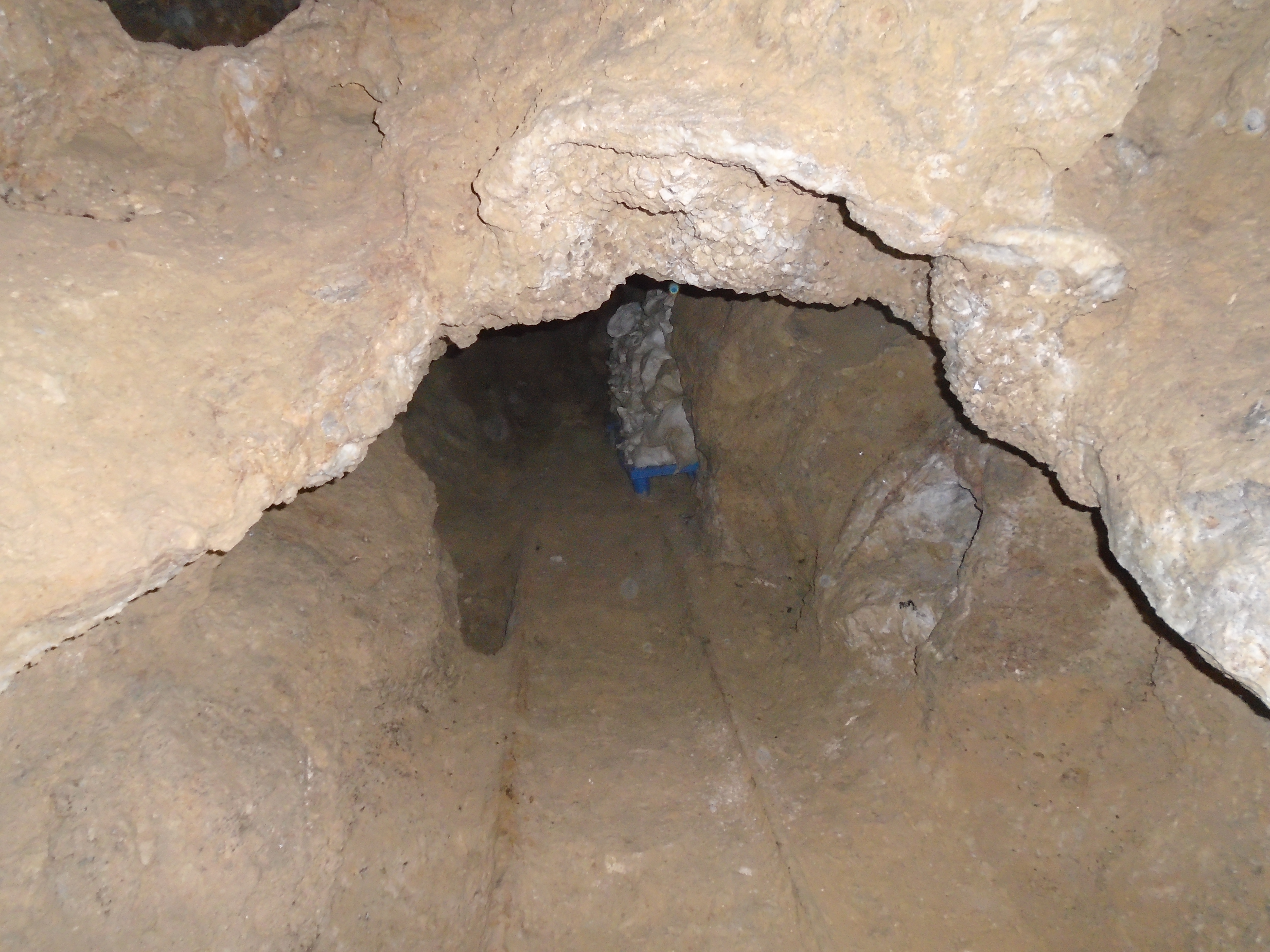
Részlet a Strázsa-hegyi-barlang lezárt részéből

A 2005-ben napvilágot látott, Magyar hegyisport és turista enciklopédia című kiadványban önálló szócikke van a barlangnak. A szócikk szerint a Strázsa-hegyi-barlang a Pilis hegységben található és fokozottan védett természeti érték. A Nagy-Strázsa-hegy DNy-i oldalában, 285 m tengerszint feletti magasságban, a Sátorkőpusztai-barlang mellett nyílik. Ősidők óta ismert volt a triász mészkőben keletkezett, néhány hatalmas nyílással a felszínre lyukadó, korróziós formákkal díszített bejárati csarnok. Kitöltésében történelmi időkből származó cseréptöredékeket, tűzhelynyomot és gazdag gerinces faunát találtak. A Kadić Ottokár Barlangkutató Csoport 1951 és 1962 között végzett munkával és Benedek Endre által vezetve tárt fel egy kb. 80 m hosszú új járatot, amely jelenleg nem járható. Ez a hévizes eredetű szakasz kalcit-, borsókő- és gipszkiválásokkal gazdagon van díszítve. Szabadon megtekinthető bejárati csarnoka, amely látványos és egy pusztuló barlanghoz hasonló.
2007. március 8-tól a környezetvédelmi és vízügyi miniszter 3/2007. (I. 22.) KvVM rendelete szerint a Duna–Ipoly Nemzeti Park Igazgatóság működési területén lévő Pilis hegységben elhelyezkedő Strázsa-hegyi-barlang lezárt szakaszai az igazgatóság engedélyével tekinthetők meg. A 2013-ban publikált és Varga Gábor által írt tanulmányban a Komárom-Esztergom megyében lévő Esztergomban elhelyezkedő, 23920 lelőhely-azonosítójú és 4851-2 barlangkataszteri számú Strázsa-hegyi-barlang a feltételezett barlangi régészeti lelőhelyek közé van sorolva, azaz az olyan lelőhelyek közé, ahonnan leletek nem kerültek elő, vagy a leletek korhatározása nem történt meg. 2013. július 19-től a vidékfejlesztési miniszter 58/2013. (VII. 11.) VM rendelete szerint a Strázsa-hegyi-barlang (Pilis hegység, Duna–Ipoly Nemzeti Park Igazgatóság működési területe) lezárt részei az igazgatóság hozzájárulásával látogathatók. 2015. november 3-tól a földművelésügyi miniszter 66/2015. (X. 26.) FM rendelete szerint a Strázsa-hegyi-barlang (Pilis hegység) fokozottan védett barlang. 2021. május 10-től az agrárminiszter 17/2021. (IV. 9.) AM rendelete szerint a Strázsa-hegyi-barlang (Pilis hegység, Duna–Ipoly Nemzeti Park Igazgatóság működési területe) lezárt részei az igazgatóság engedélyével látogathatók. A 13/1998. (V. 6.) KTM rendelet egyidejűleg hatályát veszti.